# Rod Canion
Joseph Rodney "Rod" Canion (Houston, Texas; 19 de enero de 1945) es un computólogo y empresario estadounidense. Canion fue uno de los fundadores en 1982 de la empresa Compaq en la que cumplió la función de Presidente de la compañía.
Nacido en Houston, Canion se graduó en la Universidad de Houston en 1966 y 1968 con títulos de grado y de maestría en ingeniería eléctrica con énfasis en ciencias de la computación. En 1982 fundó Compaq junto con dos de sus compañeros de trabajo en Texas Instruments: Jim Harris y Bill Murto. Los tres fundadores recibieron apoyo del capitalista de riesgo Benjamin M. Rosen, que pasó a ser presidente de la junta directiva de Compaq.
Durante su permanencia como presidente de Compaq, la empresa alcanzó: récords por ser el negocio estadounidense con más ventas durante el primer año en la historia de ese país, la marca de ingresos por $1 mil millones más rápido que cualquier otra compañía en la historia, y el ingreso a la lista Fortune 500.
En 1991, Canion abandonó Compaq al ser despedido por el presidente de la junta directiva, Benjamin M. Rosen.